# Jim Nahrgang
James Herbert "Jim" Nahrgang, född 17 april 1951, är en kanadensisk före detta ishockeytränare och professionell ishockeyback.
Han tillbringade tre säsonger i den nordamerikanska ishockeyligan National Hockey League (NHL), där han spelade för Detroit Red Wings. Han producerade tolv poäng (fem mål och tolv assists) samt drog på sig 34 utvisningsminuter på 57 grundspelsmatcher. Nahrgang spelade också för Virginia Wings, New Haven Nighthawks och Philadelphia Firebirds i American Hockey League (AHL); Kansas City Blues och Kansas City Red Wings i Central Hockey League (CHL); Michigan Tech Huskies i National Collegiate Athletic Association (NCAA) samt Ottawa 67's och Kitchener Rangers i OHA-Jr.
Han draftades i sjunde rundan i 1971 års amatördraft av Red Wings som 86:e spelare totalt.
Efter spelarkarriären var han assisterande tränare och tränare för Tech Huskies mellan 1978 och 1985. Efter det har han arbetat inom branschen för human resources.
Hans dotter Andrea Nahrgang tävlade i skidskytte vid de olympiska vinterspelen 2002. Han är också svåger till ishockeyspelaren Bob Lorimer, som spelade själv i NHL och vann två Stanley Cup.

## Statistik
| 1967–1968      | Ottawa 67's            | OHA-Jr.        | 52  | 1  | 9  | 10  | 74  | —  | — | — | — | —  |
| 1968–1969      | Ottawa 67's            | OHA-Jr.        | 52  | 1  | 7  | 8   | 47  | 7  | 0 | 0 | 0 | 2  |
| 1969–1970      | Kichener Rangers       | OHA-Jr.        | 51  | 10 | 23 | 33  | 119 | 6  | 0 | 2 | 2 | 10 |
| 1970–1971      | Michigan Tech Huskies  | NCAA           | 31  | 6  | 13 | 19  | 70  | —  | — | — | — | —  |
| 1971–1972      | Michigan Tech Huskies  | NCAA           | 31  | 8  | 18 | 26  | 66  | —  | — | — | — | —  |
| 1972–1973      | Michigan Tech Huskies  | NCAA           | 36  | 11 | 16 | 27  | 85  | —  | — | — | — | —  |
| 1973–1974      | Michigan Tech Huskies  | NCAA           | 39  | 8  | 24 | 32  | 95  | —  | — | — | — | —  |
| 1974–1975      | Detroit Red Wings      | NHL            | 1   | 0  | 0  | 0   | 0   | —  | — | — | — | —  |
|                | Virginia Wings         | AHL            | 71  | 4  | 19 | 23  | 73  | 5  | 0 | 3 | 3 | 2  |
| 1975–1976      | Detroit Red Wings      | NHL            | 3   | 0  | 1  | 1   | 0   | —  | — | — | — | —  |
|                | New Haven Nighthawks   | AHL            | 49  | 4  | 11 | 15  | 74  | —  | — | — | — | —  |
| 1976–1977      | Detroit Red Wings      | NHL            | 53  | 5  | 11 | 16  | 34  | —  | — | — | — | —  |
|                | Kansas City Blues      | CHL            | 16  | 2  | 6  | 8   | 38  | 10 | 0 | 4 | 4 | 26 |
| 1977–1978      | Kansas City Blues      | CHL            | 9   | 0  | 3  | 3   | 13  | —  | — | — | — | —  |
|                | Philadelphia Firebirds | AHL            | 69  | 8  | 22 | 30  | 147 | 4  | 0 | 1 | 1 | 4  |
| NHL totalt     | NHL totalt             | NHL totalt     | 57  | 5  | 12 | 17  | 34  | —  | — | — | — | —  |
| AHL totalt     | AHL totalt             | AHL totalt     | 189 | 16 | 52 | 68  | 294 | 9  | 0 | 4 | 4 | 6  |
| CHL totalt     | CHL totalt             | CHL totalt     | 25  | 2  | 9  | 11  | 51  | 10 | 0 | 4 | 4 | 26 |
| NCAA totalt    | NCAA totalt            | NCAA totalt    | 137 | 33 | 71 | 104 | 316 | —  | — | — | — | —  |
| OHA-Jr. totalt | OHA-Jr. totalt         | OHA-Jr. totalt | 155 | 12 | 39 | 51  | 240 | 13 | 0 | 2 | 2 | 12 |